# Trần Lập (nhạc sĩ)
Trần Quyết Lập (12 tháng 12 năm 1974 – 17 tháng 3 năm 2016), thường được biết đến với nghệ danh Trần Lập, là một ca sĩ kiêm nhạc sĩ người Việt Nam. Là trưởng nhóm và cũng là người thành lập ban nhạc rock Bức Tường, anh giữ cương vị này từ khi thành lập đến khi tan rã lần đầu vào năm 2006. Với vai trò trưởng nhóm, Lập đảm nhận công việc sáng tác chính với hơn 30 ca khúc, đặc biệt với tác phẩm "Đường đến ngày vinh quang" cùng các thành viên trong nhóm đã đưa Bức Tường trở thành ban nhạc rock có số lượng người hâm mộ lớn nhất tại Việt Nam.
Vào thời điểm dòng nhạc rock tại Việt Nam đang trong thời kỳ sơ khai, Lập và ban nhạc của anh đã đặt những nền móng đầu tiên cho dòng nhạc này tại Việt Nam. Âm nhạc và cuộc đời của Lập được đánh giá là một sự "nhất quán cao". Trần Lập qua đời ngày 17 tháng 3 năm 2016 sau một thời gian điều trị ung thư.

## Thân thế
Trần Lập có tên đầy đủ là Trần Quyết Lập. Anh sinh ngày 12 tháng 12 năm 1974 tại xã Kim Thái, huyện Vụ Bản, tỉnh Nam Định. Lập là con út trong một gia đình nghèo đông anh em. Ngay từ khi còn nhỏ, anh đã tỏ ra có năng khiếu về khả năng âm nhạc. Đến tuổi thanh niên, bố của Lập bị liệt nửa người còn mẹ anh bị bệnh khớp nặng, các anh chị của Lập làm ăn xa nhà, buộc một mình anh phải tự tay chăm sóc cha mẹ.

## Sự nghiệp
Trần Lập khởi đầu sự nghiệp nghệ thuật của mình khi theo học lớp kỹ thuật biểu diễn và thanh nhạc của khoa Sân khấu, trường Cao đẳng Nghệ thuật Hà Nội từ năm 1993 đến năm 1997. Anh cũng từng theo học và tốt nghiệp khoa Kinh tế của Đại học Quốc gia Hà Nội năm 2001 và hệ tại chức khoa Văn Học trường Đại học Khoa học Xã hội và Nhân văn năm 2004. Tháng 5 năm 2006, trong khoảng thời gian ban nhạc Bức Tường có thời gian nghỉ dài ngày, Lập được Đài Phát thanh - Truyền hình Hà Nội mời làm người dẫn chương trình "Vượt qua thử thách".

### Ban nhạc Bức Tường
Ngày 26 tháng 3 năm 1995, Trần Lập thành lập ban nhạc rock Bức Tường và giữ cương vị trưởng nhóm từ khi thành lập đến khi tan rã lần đầu vào năm 2006. Với vai trò trưởng nhóm, Lập là nhạc sĩ sáng tác chính với hơn 30 ca khúc, đặc biệt với tác phẩm "Đường đến ngày vinh quang" cùng các thành viên trong nhóm đã đưa Bức Tường trở thành ban nhạc rock có số lượng người hâm mộ lớn nhất tại Việt Nam. Lập sáng tác ca khúc "Đường đến ngày vinh quang" vào năm 1998 khi ban nhạc đối mặt với giai đoạn khó khăn về tài chính. Sau đó Bức Tường đã dành toàn bộ tiền thu âm ca khúc. Khi hoàn thành, biên tập viên Long Vũ nhanh chóng đưa bài hát lên chương trình thể thao và ngay lập tức nhận được làn sóng đón nhận nồng nhiệt, qua đó giúp cho Bức Tường đến với nhiều cơ hội biểu diễn.
Năm 2001, Trần Lập cho biết Bức Tường sẽ ra mắt album rock đầu tay mang tên "Tâm hồn của đá" vào cuối tháng 9. Năm sau, ban nhạc có buổi biểu diễn trực tiếp đầu tiên với khoảng 10.000 người tham dự liveshow rock Việt Nam đầu tiên. Tuy được chuẩn bị kĩ lưỡng và gấp rút, được đánh giá là đêm nhạc thành công nhưng Lập cho biết anh vẫn tiếc nuối vì nhiều lý do không đạt được như kì vọng. "Tâm hồn của đá" còn được bình chọn là một trong mười sự kiện văn hóa của năm. Cũng trong liveshow này, Bức Tường còn giới thiệu những ca khúc sẽ phát hành trong CD thứ ha, ra mắt vào cuối năm.
Năm 2003, Bức Tường có buổi biểu diễn riêng tại Pháp trong lễ hội âm nhạc Festival Visages Francophones. Năm 2004, trong một cuộc phỏng vấn với kênh truyền hình VTV3, Lập cho biết anh lựa chọn những ca khúc tốt nhất trong hai album "Tâm hồn của đá" và "Vô hình" cho đêm diễn mang tên "Bông hồng thủy tinh" tại Nhà Thi đấu Phan Đình Phùng. Một năm sau, Bức Tường là ban nhạc đầu tiên ở Việt Nam và duy nhất cho đến thời điểm này có tour trình diễn xuyên suốt Việt Nam. 4 buổi biểu diễn trực tiếp mang tên "9+" lần lượt được diễn ra tại Hà Nội, Hải Phòng, Đà Nẵng và Thành phố Hồ Chí Minh. Cuối năm 2005, có thông tin nam ca sĩ đã cắt tóc để chuẩn bị cho buổi biểu diễn mang tên "Những hòn đá lăn". Sau thành công của "Những hòn đá lăn" tháng 11 vừa qua, Lập cho biết anh và ban nhạc Bức Tường đang chuẩn bị cho ra mắt album số bốn với nhiều sáng tác mới.
Năm 2006, Lập cùng các thành viên trong ban nhạc tan rã và mở một buổi biểu diễn chia tay khán giả với cái tên "Last Saturday". Người hâm mộ ở xa Hà Nội có thể được nghe toàn bộ buổi biểu diễn này trên Đài Tiếng nói Việt Nam. Đêm nhạc diễn ra tại Trung tâm Triển lãm Giảng Võ (Hà Nội) với sự tham gia của 20.000 người hâm mộ, qua đó được xem là đông nhất trong số các buổi biểu diễn của Bức Tường. Chia sẻ lý do về việc tan rã, anh cho rằng lý do xuất phát từ những vấn đề mâu thuẫn trong giới nhạc rock tại Việt Nam, trong môi trường âm nhạc và cả từ phía tổ chức biểu diễn.
Năm 2009, Trần Lập công bố quyết định bán bản quyền bài hát cho P&T Mobile, công ty phân phối điện thoại hãng Sony Ericsson và Motorola tại Việt Nam. P&T Mobile cho biết đơn vị này sẽ chọn "Đường đến ngày vinh quang" làm nhạc chuông cho Mobiistar vì "tinh thần", ý nghĩa của bài hát. Sau bốn năm ngừng hoạt động, nhân dịp đại lễ 1000 năm Thăng Long – Hà Nội (2010), Bức Tường tái hợp trở lại với album thứ tư trong sự nghiệp mang tên Ngày khác, - tác phẩm đánh dấu sự thay đổi từ phong cách hard rock/metal thay thế bằng phong cách modern rock. Ảnh bìa của đĩa CD đã đưa hình xăm trên cánh tay phải của Trần Lập vào. Một năm sau, nhóm biểu diễn tại liveshow "Nhiệt". Năm 2011, ban nhạc này biểu diễn thành công với lễ hội âm nhạc Asean Rock Festival tổ chức tại Indonesia. Năm 2013, buổi trình diễn trực tiếp thứ năm của chương trình "Dấu ấn" với nhân vật chính là ban nhạc Bức Tường được diễn ra vào ngày 7 tháng 12 tại nhà thi đấu Nguyễn Du (Thành phố Hồ Chí Minh). Theo Lập, dù thời lượng của chương trình chưa đủ để nhóm trình diễn hết số tác phẩm nhưng những "nét đặc biệt nhất" của ban nhạc sẽ được thể hiện trong buổi biểu diễn này. Chỉ sau đó ít ngày, Lập cùng ban nhạc của anh tiếp tục biểu diễn trong loạt sự kiện "Rock storm" ở Đà Nẵng tối ngày 14 tháng 12, khiến người hâm mộ dòng nhạc rock đón nhận nồng nhiệt. Ngày 12 tháng 12 năm 2014, Bức Tường tổ chức buổi họp báo và chính thức cho ra mắt album Đất Việt, trùng với sinh nhật của anh. Lập chia sẻ: "Việc cho ra mắt album thứ năm sau 20 năm hoạt động, lại đúng ngày sinh nhật khiến tôi rất vui mừng. Tôi nghĩ rằng, nhờ sự yêu mến của khán giả, nhờ điểm đặc sắc trong âm nhạc và sự gắn bó của các thành viên nên ban nhạc mới trải qua được 20 năm với rất nhiều thăng trầm. Với chúng tôi, âm nhạc và Bức Tường là nơi chốn tinh thần để có thể náu mình những khi thấy khó khăn".

## Những hoạt động khác
Trần Lập không chỉ cùng ban nhạc Bức tường làm nên tên tuổi và sức sống cho dòng nhạc Rock tại Việt Nam mà anh còn là nghệ sĩ tích cực với nghề khi tham gia nhiều hoạt động khác như đóng phim, làm đại sứ, cố vấn, tổ chức sản xuất các chương trình âm nhạc, tổng đạo diễn dàn dựng. Lập là khách quen của đại nhạc hội Rock Storm - sự kiện mà anh từng có ba năm làm tổng đạo diễn từ năm 2008 đến 2010. Mùa hè năm 2007, Lập trình diễn ca khúc độc quyền "Dế mèn" trong lễ khai mạc Ngày hội sách Kim Đồng tổ chức tại Cung thiếu nhi Hà Nội. Cùng năm, anh làm Đại sứ thiện chí bóng đá của Liên đoàn Bóng đá châu Á. Năm sau, anh đảm nhiệm công việc đạo diễn chương trình "Rock Storm" trong 3 năm liên tiếp và một loạt sự kiện khác. Kết thúc "Rockstorm 2009", Lập trình diễn ba ca khúc đáng chú ý của mình là "Ngày hôm qua", "Cơn mưa hoang dã" và "Đường đến ngày vinh quang".
Năm 2012, Trần Lập làm một trong những giám khảo của chương trình Giọng hát Việt mùa thứ nhất. Trong khoảng thời gian diễn ra chương trình mùa đầu tiên, tuy bị đánh giá là "thảm họa", nữ thí sinh Bảo Anh vẫn được Lập lên tiếng bảo vệ và khen ngợi, thậm chí anh còn quyết định cho cô đi tiếp khỏi vòng loại, điều này đã khiến cho cộng đồng mạng đã đăng nhiều bài viết chỉ trích Lập. Trước đó ít ngày, anh đã phát ngôn trong cuộc họp báo "[...] hãy để chúng tôi yên ổn, đừng chọc phá chúng tôi..." đã khiến cho công chúng phẫn nộ và tẩy chay trước phát ngôn bị cho là "coi thường". Việc Bảo Anh liên tục được Trần Lập "vớt" đến hai lần là một trong những nguyên nhân khiến họ bị chỉ trích nhiều lần. Có nhiều ý kiến trái chiều xoay quanh quyết định này của anh, đồng thời đã có nhiều người hâm mộ cho rằng Lập đang tự phá bỏ công sức và hình tượng của bản thân khi tham gia một show truyền hình "đậm chất giải trí như vậy". Khi Giọng hát Việt mùa đầu tiên bị lộ nghi vấn dàn xếp, Lập phải đối mặt với rất nhiều phản ứng từ khán giả. Báo chí đưa tin anh đã khởi xướng một nickname cho mười bốn thí sinh đội của mình. Lập đã phát hành một cuốn tự truyện mang tên "Bên kia Bức Tường" vào năm 2013 với nội dung kể lại những ngày tháng theo đuổi dòng nhạc nhạc rock và khoảng thời gian hoạt động trong ban nhạc Bức Tường. Năm 2015, anh xuất hiện trên trang bìa Tạp chí Thể thao văn hóa đàn ông. Cùng năm ấy tại liveshow tập số tám của chương trình "The Remix - Hòa âm ánh sáng" , đội thí sinh của Tóc Tiên đã hát "Người đàn bà hóa đá" mà chưa xin phép Lập. Dòng trạng thái trên trang cá nhân của Trần Lập nhanh chóng thu hút sự quan tâm của khán giả. Tuy nhiên, nhạc sĩ bày tỏ quan điểm rõ ràng là "anh không giận dỗi mà rất nhã nhặn". Đứng trước sự việc, Tóc Tiên đã lên tiếng xin lỗi Lập.

## Bệnh tật và qua đời
Ngày 4 tháng 11 năm 2015, Trần Lập chia sẻ trên trang cá nhân của mình rằng anh "bắt đầu chiến đấu với bệnh ung thư" khiến cho nhiều nghệ sĩ như Tuấn Hưng, Chí Trung, Phạm Anh Khoa... đã vào chia sẻ, động viên tinh thần anh. Lập bị chẩn đoán ung thư đại trực tràng và sau đó đã bị di căn. Sau gần 4 giờ được phẫu thuật cắt khối u trực tràng vào tối ngày 6 tháng 11, tới trưa hôm sau, Lập đã tỉnh và cho biết sức khỏe anh vẫn ổn định. Trong khi dư luận tỏ ra "bàng hoàng" trước thông tin Lập bị ung thư, anh lại là người trấn an và cho thấy một thái độ "lạc quan", thậm chí anh còn coi đây "chỉ như là mơ".
Biết tin Trần Lập lâm trọng bệnh, các thế hệ thành viên Bức Tường cùng nhiều nghệ sĩ đã biểu diễn tiếp sức cho Lập trong việc điều trị ung thư. Liveshow cuối cùng của anh, "Bức Tường và những người bạn: Đôi bàn tay thắp lửa" được diễn ra vào ngày 16 tháng 1 năm 2016. Trong buổi biểu diễn, anh đã sáng tác bài hát dành tặng vợ. Dù sức khỏe xuống cấp trầm trọng và phải ngồi xe lăn biểu diễn trên sân khấu, anh vẫn được nhận xét là "dáng vẻ khỏe mạnh, thần thái và giọng hát hào sảng". Đêm nhạc diễn ra liên tiếp gần 12 giờ và gây được sự ấn tượng cũng như xúc động mạnh cho công chúng. Gần hai tháng trước khi qua đời, trước thời tiết lạnh giá của Hà Nội, Lập vẫn trò chuyện với các em nhỏ đang vượt qua cơn bạo bệnh và trao tận tay từng món quà cho các bệnh nhi và phụ huynh.
Trần Lập qua đời vào trưa ngày 17 tháng 3 năm 2016 tại nhà riêng ở Hà Nội, không lâu sau sinh nhật lần thứ 41. Theo thông tin chính thức từ gia đình, lễ viếng của anh được tổ chức từ 7 giờ 30 ngày 23 tháng 3 năm 2016 tại Nhà tang lễ Bộ Quốc Phòng, số 5 Trần Thánh Tông, Hà Nội. Ban đầu, Lập sẽ được an táng tại nghĩa trang quê nhà ở huyện Vụ Bản, tỉnh Nam Định. Tuy nhiên sau đó dựa theo di nguyện của Lập và ý nguyện của gia đình, anh được an táng tại Công viên nghĩa trang Thiên Đức, huyện Phù Ninh, tỉnh Phú Thọ.

## Phong cách nghệ thuật
Vào thời điểm dòng nhạc rock tại Việt Nam còn trong thời kỳ sơ khai, Trần Lập và ban nhạc của anh đã đặt những nền móng đầu tiên cho dòng nhạc này tại Việt Nam. Theo báo VnExpress, âm nhạc và cuộc đời của Lập là một sự "nhất quán cao để khi tìm đến, ai cũng có thể thấy trong đó ngọn lửa đam mê, tình yêu cuộc sống mãnh liệt." Trong các sáng tác của Lập, "Đường đến ngày vinh quang" được đánh giá là ca khúc thành công, ghi đậm dấu ấn của Bức Tường và cá nhân anh. Báo Tiền phong nhận xét ca khúc "tràn đầy nhiệt huyết", là một trong những sáng tác "ấn tượng", gắn liền với tên tuổi Trần Lập. Tại các sự kiện xã hội, văn hóa, thể thao, khi lá cờ Việt Nam được treo lên cũng là lúc giai điệu và ca từ của "Đường đến ngày vinh quang" vang lên.
Đa số các bản rock ballad của Bức Tường là do Trần Lập sáng tác. Ca từ trong những bài hát của anh rất dịu dàng, ví dụ như bài "Mắt đen", "Cây bàng". Trong album Đất Việt, Lập tự miêu tả các ca khúc của mình là "câu chuyện về người Việt từ thuở khai thiên lập địa, một cuộc sống bình yên, ngập tràn yêu thương, nhưng cũng có những lúc phải cầm cây giáo, cây cung sẵn sàng hy sinh để gìn giữ từng tấc đất của tổ tiên". Trong album Vô hình, Lập còn đưa vào "những âm hình nhạc truyền thống có nét tương đồng với rock". Bài "Dế mèn" mà Lập sáng tác ở album Nam châm của Bức Tường được báo Nhân Dân xem là ca khúc độc đáo nhất "với nội dung đầy chất triết lý và sự kết hợp đầy sáng tạo của nét giai điệu cổ truyền và chất metal", trong khi đó "Ra khơi" là sự "phóng tác từ dân ca Nam Bộ, như một thử nghiệm, tìm tòi mới của Bức Tường khi kết hợp âm nhạc dân gian và rock", cũng như ví bài chủ đề cùng tên album như thỏi nam châm, tạo "'sức hút' của những khát khao sáng tạo để tìm đến một phong cách rock đậm chất Việt". Năm 2016 trong phỏng vấn với báo Công an nhân dân, nhạc sĩ, nhà nghiên cứu âm nhạc Nguyễn Thụy Kha bình luận về Lập: "Còn với trường hợp Trần Lập ta thấy Trần Lập được ông trời mách bảo cái bí mật nối kết với đám đông". Ông cho rằng việc ban nhạc của anh chọn cái tên Bức Tường - trùng với album cùng tên của Pink Floyd giống như "sự mách bảo quan trọng. Sau đó thì cách anh ấy sáng tác, biểu diễn, thu hút giới trẻ về phía mình - tất cả đều giống một sự mách bảo kỳ diệu". Ông cho rằng đấy là "một yếu tố trời cho, không phải ban nhạc nào, nhạc sĩ - ca sĩ nào cũng may mắn có được".
Tuy vậy, trong thời gian hoạt động cùng Bức Tường, dù bị người tẩy chay cho là "Bức Tường chỉ là thứ rock thường thường", Lập đã lên tiếng "không có khái niệm này trong kho tàng rock thế giới". Trong đêm nhạc rock '"sạch sẽ" của Bức Tường với hơn 7.000 khán giả tổ chức cuối năm 2011, báo VnExpress cho biết "một số chỗ Lập bị đuối giọng" do "thời gian tác động không nhỏ tới chất giọng".

## Kiện tụng

### Vụ kiện với Zing MP3
Ngày 3 tháng 12 năm 2014, Tòa án nhân dân Thành phố Hồ Chí Minh đã mở phiên xét xử sơ thẩm vụ kiện của Trần Lập và Công ty cổ phần VNG. Theo nội dung đơn kiện, Lập khẳng định công ty VNG đã tự ý đăng tải bản ghi âm ca khúc "Đường đến vinh quang" của anh lên trang web Zing MP3 trong một thời gian dài. Anh đã yêu cầu đòi bồi thường tổng số tiền hơn 150 triệu đồng gồm các khoản nhuận bút (hơn 55 triệu đồng), bồi thường lợi nhuận bị thiệt hại do không tiếp tục phát hành được album mới có bài hát này (50 triệu đồng) và 50 triệu đồng cho chi phí thuê luật sư.
Về phía VNG, đại diện công ty này không đồng ý trả tiền bồi thường và cho rằng dù công ty là đơn vị sở hữu trang web mp3.zing.vn nhưng những nội dung của Zing MP3 lại là do người dùng đăng tải lên chứ không phải do công ty. Họ cho rằng dịch vụ này là miễn phí và VNG không quản lý nội dung đăng tải. Sau đó VNG đã đề nghị nam ca sĩ rút đơn kiện và ký hợp đồng hợp tác với công ty. Sau phần tranh luận, Hội đồng xét xử của toán án quyết định nghị án kéo dài và sẽ đưa ra phán quyết vào ngày 10 tháng 12. Đây là lần đầu tiên tại Việt Nam một vụ việc về bản quyền tác phẩm trên mạng chính thức được ra tòa xét xử.
Tới ngày 10 tháng 12, hội đồng xét xử sơ thẩm của tòa án đã ra quyết định đình chỉ giải quyết vụ kiện giữ sau khi Lập đồng ý rút đơn kiện, đồng thời qua buổi làm việc đã có cam kết giữa VNG và Lập về việc sử dụng các bản thu âm đã phát hành của anh cũng như ban nhạc Bức Tường trên trang web.

## Đời tư
Trần Lập kết hôn năm 2003 và đã có một người con trai tên Bình Minh và một người con gái tên Minh Tú. Vợ anh, cô Ngô Thị Mai Hoa là một bác sĩ công tác ở bệnh viện Phụ sản Trung ương. Lập từng tiết lộ rằng lần đầu tiên anh đi xăm cơ thể là từ năm 18 tuổi với hình thiên thần. Lập cho biết đối với bản thân, hình xăm là những "kỷ niệm đáng nhớ" trong suốt mười năm anh hoạt động trong dòng nhạc rock. Cũng trong một buổi phỏng vấn trực tuyến với Zing, anh cũng cho biết mình xăm hình Nhân Mã vì sinh ở cung hoàng đạo này. Anh còn xăm tên vợ, tên con trai và con gái lên ngực.
Trong cuộc sống cá nhân, Lập tỏ ra không thích du lịch Việt Nam vào các dịp nghỉ lễ hay Tết. Anh cho biết những ngày này anh thường ở nhà ngủ, xem phim hoặc chơi quần vợt. Lập cũng có sở thích đi phượt với bộ sưu tập xe mô tô phân khối lớn. Anh có trong tay nhiều loại xe phân khối lớn, từ xe hạng nặng đến các dòng xe Magma, Steed, Shadow. Năm 2006, anh mua chiếc xe Intruder 800 có giá khoảng 3.000 Đô la Mỹ. Sau đó, anh đã thay đổi lại xe, bỏ đi một số chi tiết và thay mới theo sở thích và nhu cầu bản thân. Ngày 2 tháng 8 năm 2013, Lập ra mắt cuốn tự truyện nói về Bức Tường với nhan đề Bên kia Bức Tường.

## Tôn vinh và di sản

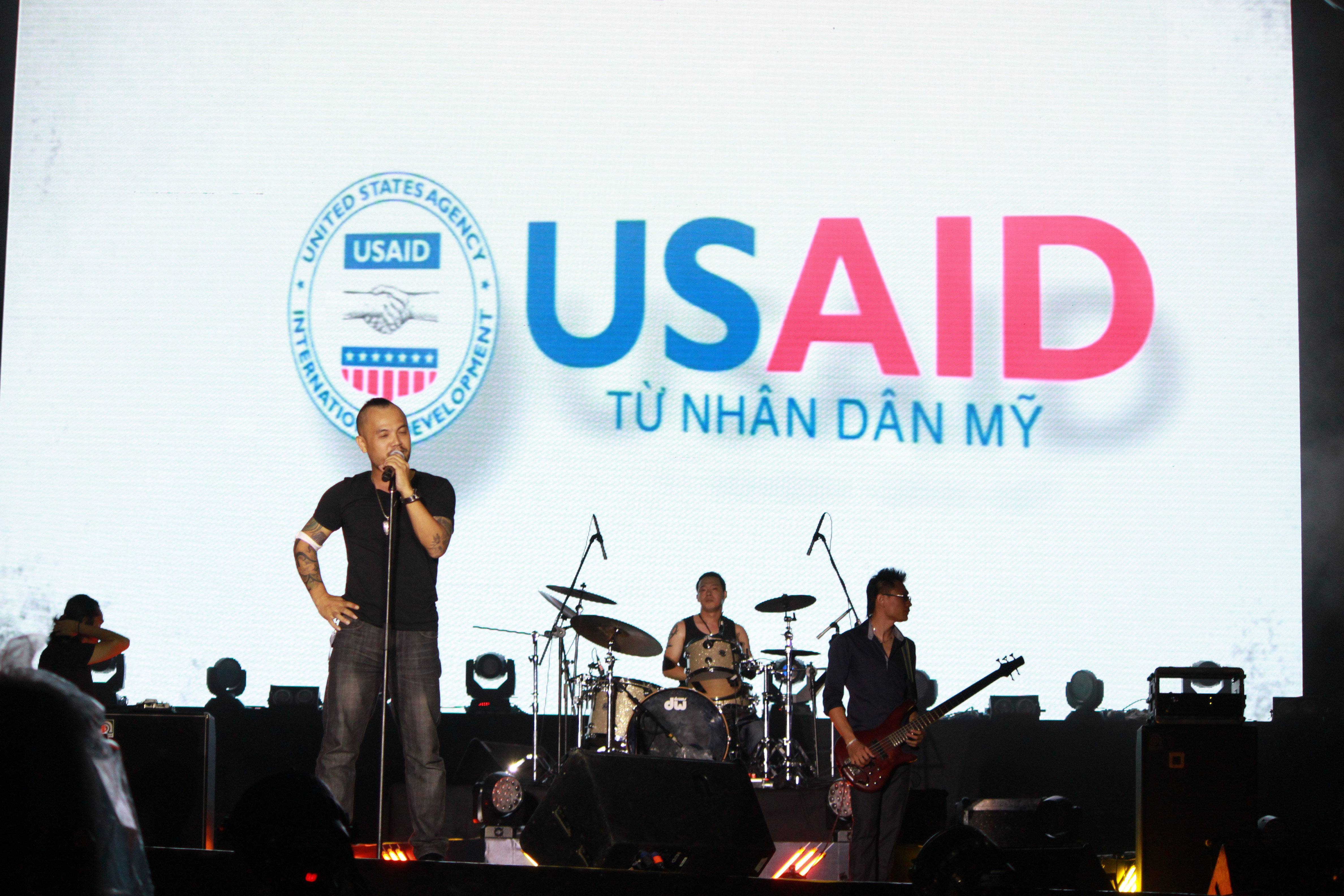
Trần Lập và ban nhạc Bức Tường năm 2012

Hai ngày sau khi Trần Lập qua đời, nhạc sĩ Đỗ Hồng Quân, Chủ tịch Hội Nhạc sĩ Việt Nam cho biết hội sẽ phối hợp cùng Bộ Văn hóa, Thể thao và Du lịch trao kỷ niệm chương cho Lập. Năm 2017, một đêm nhạc tên "Trần Lập – Hẹn gặp lại" đã được tổ chức để tưởng nhớ Lập. Gần ba mươi sáng tác của Lập và ban nhạc Bức Tường đã được ban nhạc các nghệ sĩ và nhóm nhạc khác như Microwave, Ngũ Cung, Tùng Dương, Anh Khoa, Tạ Quang Thắng... Đêm nhạc như một sự hiện thực hóa ý các tưởng còn dang dở của Lập.
Ban nhạc Bức Tường cũng đã có buổi biểu diễn hội ngộ trong "Ngày trở về" nhân kỷ niệm hai năm ngày mất của Lập. Ban nhạc Bức tường sau đó còn mở cuộc thi tìm hình bóng Trần Lập và sẽ là những gương mặt biểu diễn trong tour xuyên Việt cùng ban nhạc Bức tường năm 2019.
Năm 2021, thủ lĩnh Bức Tường hiện tại, nghệ sĩ guitar Trần Tuấn Hùng tiết lộ Trần Lập sẽ xuất hiện theo cách đặc biệt trong đêm nhạc "Trở về" tại Trường Đại học Xây dựng Hà Nội. Ngày 17 tháng 4 năm 2021, nhóm tổ chức liveshow "Trở về" (hay "Bức Tường trở về") tại trường Đại học Xây dựng nhằm kỷ niệm 5 năm ngày mất của Trần Lập, với sự tham gia của ca sĩ Phạm Anh Khoa, nhạc sĩ Lưu Quang Minh và Nguyễn Việt Lâm.
Trong chương trình "Music Home" lên sóng ngày 28 tháng 5 năm 2021 trên Truyền hình FPT, những câu chuyện thời niên thiếu, những "bóng hồng" đằng sau những ca khúc của Lập đã lần đầu được vợ anh chia sẻ. Năm 2022, một bộ phim tài liệu về ban nhạc Bức Tường mang tên "Những bức tường" được ra mắt. Phim có thời lượng dài một trăm mười sáu phút, có nội dung tái hiện những khó khăn và sự trở lại của ban nhạc Bức Tường sau khi trưởng nhóm qua đời.

### Giải thưởng
Năm 2016, Giải thưởng Cống hiến cho biết chưa thể vinh danh Lập nhưng sẽ được vinh danh vào sự kiện năm 2017. Lập đã nhận được tổng cộng hai đề cử giải Cống hiến và một lần đoạt giải Ấn tượng VTV ở hạng mục Nhân vật của năm vào năm 2016 sau khi mất. Vợ Lập đã thay anh lên nhận giải Ấn tượng VTV.
| Giải thưởng           | Năm  | Tên đề cử                                 | Hạng mục         | Kết quả   | Chú thích            |
| --------------------- | ---- | ----------------------------------------- | ---------------- | --------- | -------------------- |
| Ấn tượng VTV          | 2016 | Trần Lập                                  | Nhân vật của năm | Đoạt giải | [ 84 ] [ 85 ] [ 86 ] |
| Giải thưởng Cống hiến | 2015 | Trần Lập                                  | Nhạc sĩ của năm  | Đề cử     | [ 87 ]               |
| Giải thưởng Cống hiến | 2021 | Cơn mưa tháng 5 (cùng với Trần Tuấn Hùng) | Bài hát của năm  | Đề cử     | [ 88 ]               |